# No Surrender (2006)
No Surrender (2006) – gala wrestlingu zorganizowana przez amerykańską federację Total Nonstop Action Wrestling (TNA). Odbyła się 24 września 2006 w Impact Zone w Orlando na Florydzie. Była to druga gala z cyklu No Surrender, a zarazem dziewiąte pay-per-view TNA w 2006.
Karta walk składała się z ośmiu pojedynków, w tym dwóch o tytuły mistrzowskie, a samo wydarzenie poprzedził Dark match. W walce wieczoru Samoa Joe pokonał Jeffa Jarretta w „Fan's Revenge” Lumberjack matchu. W spotkaniu o TNA X Division Championship Senshi obronił pas mistrzowski przeciwko Chrisowi Sabinowi, natomiast A.J. Styles i Christopher Daniels odebrali The Latin American Exchange (Hernandez i Homicide) NWA World Tag Team Championship w Ultimate X matchu.

## Wyniki walk
Zestawienie zostało oparte na podstawie źródła:
| Nr                                                                                    | Wyniki | Stypulacje                                                                                  | Czas  |
| ------------------------------------------------------------------------------------- | --- | ------------------------------------------------------------------------------------------- | ----- |
| 1D                                                                                    | Bobby Roode pokonał Vaughna Doringa | Singles match                                                                               | –     |
| 2                                                                                     | Eric Young pokonał A-1 | Singles match                                                                               | 6:14  |
| 3                                                                                     | Jay Lethal pokonał Peteya Williamsa | Singles match                                                                               | 7:25  |
| 4                                                                                     | Abyss (z Jamesem Mitchellem) pokonał Ravena i Brothera Runta | No Disqualification 3-Way Dance                                                             | 11:24 |
| 5                                                                                     | The Naturals (Andy Douglas i Chase Stevens) (z Shane’em Douglasem) wygrali, jako ostatnich eliminując America’s Most Wanted (Chris Harris i James Storm) (z Gail Kim) | Triple Chance Tag Team Battle Royal o miano pretendentów do NWA World Tag Team Championship | 14:05 |
| 6                                                                                     | Senshi (c) pokonał Chrisa Sabina | Singles match o TNA X Division Championship                                                 | 16:57 |
| 7                                                                                     | Christian Cage pokonał Rhino | Singles match                                                                               | 16:26 |
| 8                                                                                     | A.J. Styles i Christopher Daniels pokonali The Latin American Exchange (Hernandez i Homicide) (z Konnanem) (c)                                                        | Ultimate X match o NWA World Tag Team Championship                                          | 15:29 |
| 9                                                                                     | Samoa Joe pokonał Jeffa Jarretta | „Fan’s Revenge” Lumberjack match                                                            | 11:03 |
| (c) – mistrz/mistrzyni przed walkąD – walka była dark matchem (nietransmitowana w TV) | |                                                                                             |       |